# Schaffnerella gracilis
Schaffnerella gracilis là một loài thực vật có hoa trong họ Hòa thảo. Loài này được (Benth.) Nash miêu tả khoa học đầu tiên năm 1912.